# 山黄菊
山黄菊（学名：Anisopappus chinensis）为菊科山黄菊属的植物。分布在 中南半岛、东非以及中国大陆的云南、广东、福建、广西等地，生长于海拔840米至2,100米的地区，见于荒地、干燥山坡、草地上、潮湿山坡以及林缘附近，目前尚未由人工引种栽培。

## 别名
萄涧菊（中国植物科属检索表）、旱山菊（广西）

## 异名
- Anisopappus candelabrum H.Lév.
- Chrysogonum philippinense Elmer
- Epallage dissitifolia Baker
- 云南旋覆花 Inula yunnanensis J.Anthony
- Myriactis candelabrum (H.Lév.) H.Lév.
- Verbesina chinensis L.